# Mustjõgi (Jägala)
Der Mustjõgi („Schwarzfluss“) ist ein 33 km langer Fluss im Norden Estlands mit einem Einzugsgebiet von 104 km².
Er entspringt etwa 9 km östlich von Aegviidu bei dem Dorf Patika und mündet von rechts in den Fluss Jägala (Jägala jõgi).